# Bistum Jaipur
Das Bistum Jaipur (lateinisch Dioecesis Iaipurensis) ist eine römisch-katholische Diözese in Indien. Es ist eine Suffragandiözese des Erzbistums Agra.

## Geschichte
Ursprünglich Bestandteil des Bistums Ajmer und Jaipur, entstand das Bistum Jaipur am 20. Juli 2005 als das Bistum Ajmer und Jaipur aufgespalten wurde. Erster Bischof wurde Oswald Lewis. Ihm folgte im April 2023 Joseph Kallarackal.